# Ivan Mane Jarnović
Ivan Mane Jarnović (Palermo, 26. listopada 1747. – Petrograd, 23. studenog 1804.) - hrvatski violinist i skladatelj, jedan od najvećih violinističkih virtuoza svoga vremena.
Malo se zna o njegovom djetinjstvu i mladosti.  Nagađa se, da je rođen na brodu između Dubrovnika ("brod u vodama Raguse") i Palerma (zna se, da je kršten u Palermu). Iz toga je slijedio zaključak da je rođen u dubrovačkim vodama. Njegov učenik M. K. Ogiński spominje dalmatinsko podrijetlo Ivana Mane Jarnovića. Sin je putujućeg umjetnika Ivana Marije Jarnovića i Marije de Marchi. Bio je učenik talijanskog violinista i skladatelja Antonija Lollija. Kao student, divio se Josephu Haydnu, kojeg je upoznao u Londonu 1790., te nastupao s njime. S velikim uspjehom održao je koncerte u Parizu 1773. godine i kasnijih godina.
Bio je prvi violinist u orkestru prijestolonasljednika Friedricha Wilhelma u Berlinu od 1779. do 1781. Nastupao je i u: Dresdenu, Beču, Varšavi, Sankt-Peterburgu, Stockholmu, zatim od 1790. do 1796. u Londonu, pa u Hamburgu, a na kraju se preselio u Sankt-Peterburg 1802., gdje je prethodno tri godine bio prvi violinist u orkestru carice Katarine II. Velike.
Skladao je 22 violinska koncerta, 6 gudačkih kvarteta, sonata i dueta za violinu. Jarnovićev učenik, bio je skladatelj i violinist George Bridgetower. G. Desnoisterres napisao je roman o njegovu životu pod nazivom "Jarnowick", koji je objavljen u Parizu, 1844. godine. P. Smith uvrstio ga je u kolekciji "Scene iz života umjetnika" iste 1844. godine.
U njegovu čast održani su seminar i koncert u Sankt-Peterburgu 2003. godine. Na seminaru su sudjelovali i Vjera Katalinić i Stanislav Tuksar iz Zagreba.

## Vanjske poveznice
- Dnevno.hr  Arhivirana inačica izvorne stranice od 27. listopada 2012. (Wayback Machine) Na današnji dan - rođen hrvatski Mozart - 1747., 26. listopada 2012.
- rž: 26. listopada 1747. rođen Ivo Jarnović – hrvatski Mozart, narod.hr, 26. listopada 2015.